# City Slang
City Slang är ett tyskt skivbolag grundat 1990 av Christof Ellinghaus. De distribueras av Universal Music Group och har sin genreinriktning inom rock och pop.

## Artister
| - Alexi Murdoch - Arcade Fire - Barbara Panther - Broken Social Scene - CocoRosie - Caribou - Calexico - Cortney Tidwell - Dan Mangan - Dear Reader - Get Well Soon - Goldrush - Health - Herman Dune | - Junip - KORT - Lackthereof - Lambchop - Laura Gibson - Malajube - Menomena - Nada Surf - Norman Palm - O'Death - Port O'Brien - Schneider TM - Sebadoh - Sir Was - Sophia | - Stars - The Notwist - tindersticks - To Rococo Rot - Toy Fight - Tu Fawning - WATERS - Wye Oak |